# Картамишеве
Картами́шеве — село в Україні, у Білокуракинській селищній громаді Сватівського району Луганської області. Населення становить 5 осіб. Площа села становить 13,4 га.

## Населення
Населення села становить 4 особи в 2 дворах.

## Вулиці
Назви вулицям в селі не присвоєно.

## Транспорт
Село розташоване за 42 км від районного центру і за 35 км від залізничної станції Катран на лінії Валуйки — Кіндрашівська-Нова.